# Epiactis
Epiactis là một chi động vật thuộc họ Actiniidae. Tổng cộng có 19 loài được công nhận.

## Các loài
- Epiactis adeliana Carlgren & Stephenson, 1929
- Epiactis arctica  (Verrill, 1868)
- Epiactis australiensis  Carlgren, 1950
- Epiactis brucei  Carlgren, 1939
- Epiactis fecunda  (Verrill, 1899)
- Epiactis fernaldi  Fautin & Chia, 1986
- Epiactis georgiana  Carlgren, 1927
- Epiactis incerta  Carlgren, 1921
- Epiactis irregularis  Carlgren, 1951
- Epiactis japoniea  Verrill, 1869
- Epiactis lewisi  Carlgren, 1940
- Epiactis lisbethae  Fautin & Chia, 1986
- Epiactis marsupialis  Carlgren, 1901
- Epiactis neozealandica  Stephenson, 1918
- Epiactis nordmanni  Carlgren, 1921
- Epiactis novozealandica  Stephenson, 1918
- Epiactis prolifera  Verrill, 1869
- Epiactis ritteri  Torrey, 1902
- Epiactis thompsoni  (Coughtrey, 1875)
- Epiactis vincentina  Carlgren, 1939 [1]